# Thác lửa Yosemite

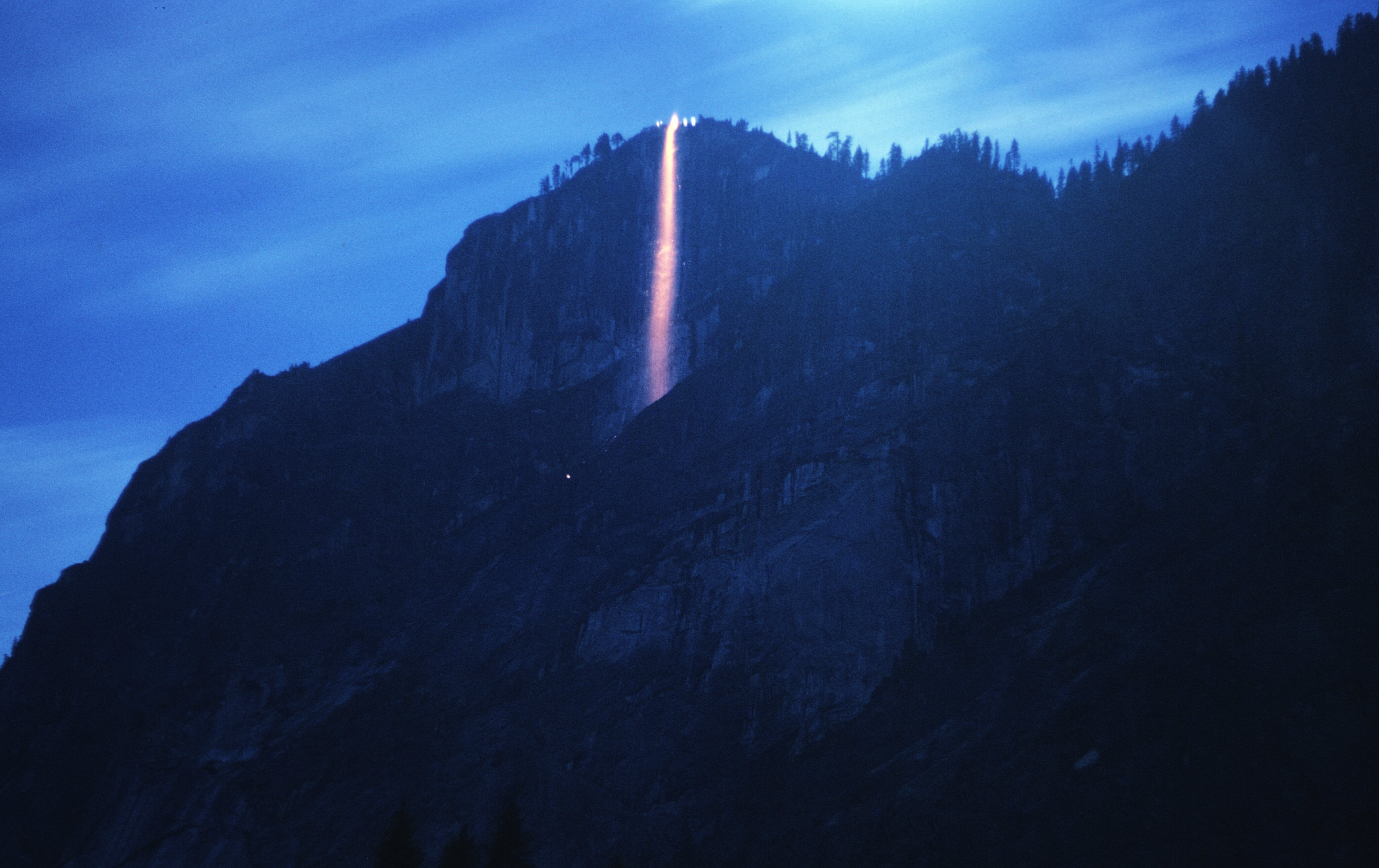
Bức ảnh phơi sáng dài của thác lửa được chụp từ đồng cỏ Ahwahnee

Thác lửa Yosemite là một sự kiện thời gian mùa hè bắt đầu vào năm 1872 và tiếp tục trong gần một thế kỷ, trong đó than hồng đã được đốt nóng đổ từ đỉnh Glacier Point trong Vườn quốc gia Yosemite vào thung lũng 3.000 feet phía dưới. Từ xa nó xuất hiện như một thác nước phát sáng. Các chủ sở hữu của khách sạn Glacier Point đã tạo ra thác lửa này. Lịch sử kể rằng David Curry, người sáng lập Camp Curry, sẽ đứng dưới chân thác và hét lên "Hãy để lửa rơi", mỗi đêm như một tín hiệu để bắt đầu đẩy than hồng đi qua.
Thác lửa kết thúc vào tháng 1 năm 1968, khi Dịch vụ Công viên Quốc gia ra lệnh dừng lại vì số lượng du khách quá đông khiến nó bị giẫm đạp trên đồng cỏ và vì đây không phải là sự kiện tự nhiên. NPS muốn bảo tồn Thung lũng, đưa nó trở lại trạng thái tự nhiên. Khách sạn Glacier Point đã bị hỏa hoạn phá hủy 18 tháng sau đó và không được xây dựng lại.
Thác lửa được thực hiện vào lúc 9 giờ tối bảy đêm một tuần là hành động cuối cùng của buổi biểu diễn tại Camp Curry.

## Năm Camp Curry

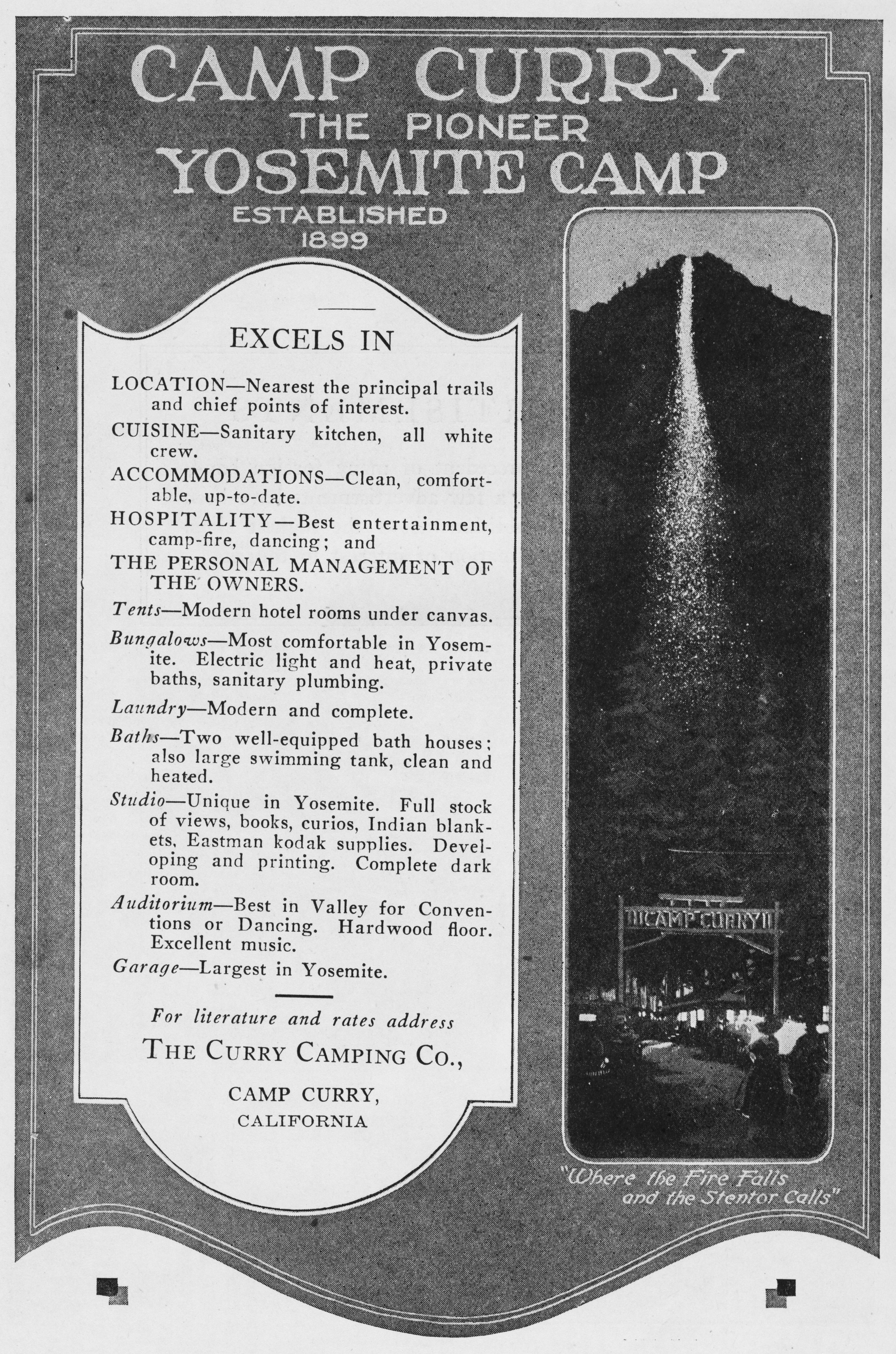
Một quảng cáo năm 1921 cho Camp Curry có sự tham gia của thác lửa và giọng nói của Stentor.